# Leucochitonea
Leucochitonea is een geslacht van vlinders van de familie dikkopjes (Hesperiidae), uit de onderfamilie Pyrginae.

## Soorten
- L. amneris Rebel & Rogenhofer, 1894
- L. hindei Druce, 1903
- L. levubu Wallengren, 1857